# Jasa
Jasa est une commune d'Espagne dans la communauté autonome d'Aragon, province de Huesca. De taille modeste, elle n'est constituée que d'un seul village du même nom.

## Géographie
Le territoire de la commune se situe dans le massif montagneux des Pyrénées :
| \| Jasa \| Géolocalisation sur la carte des Pyrénées |
| Jasa                                                 |

Administrativement la localité se trouve au nord de l'Aragon dans la comarque de Jacetania.

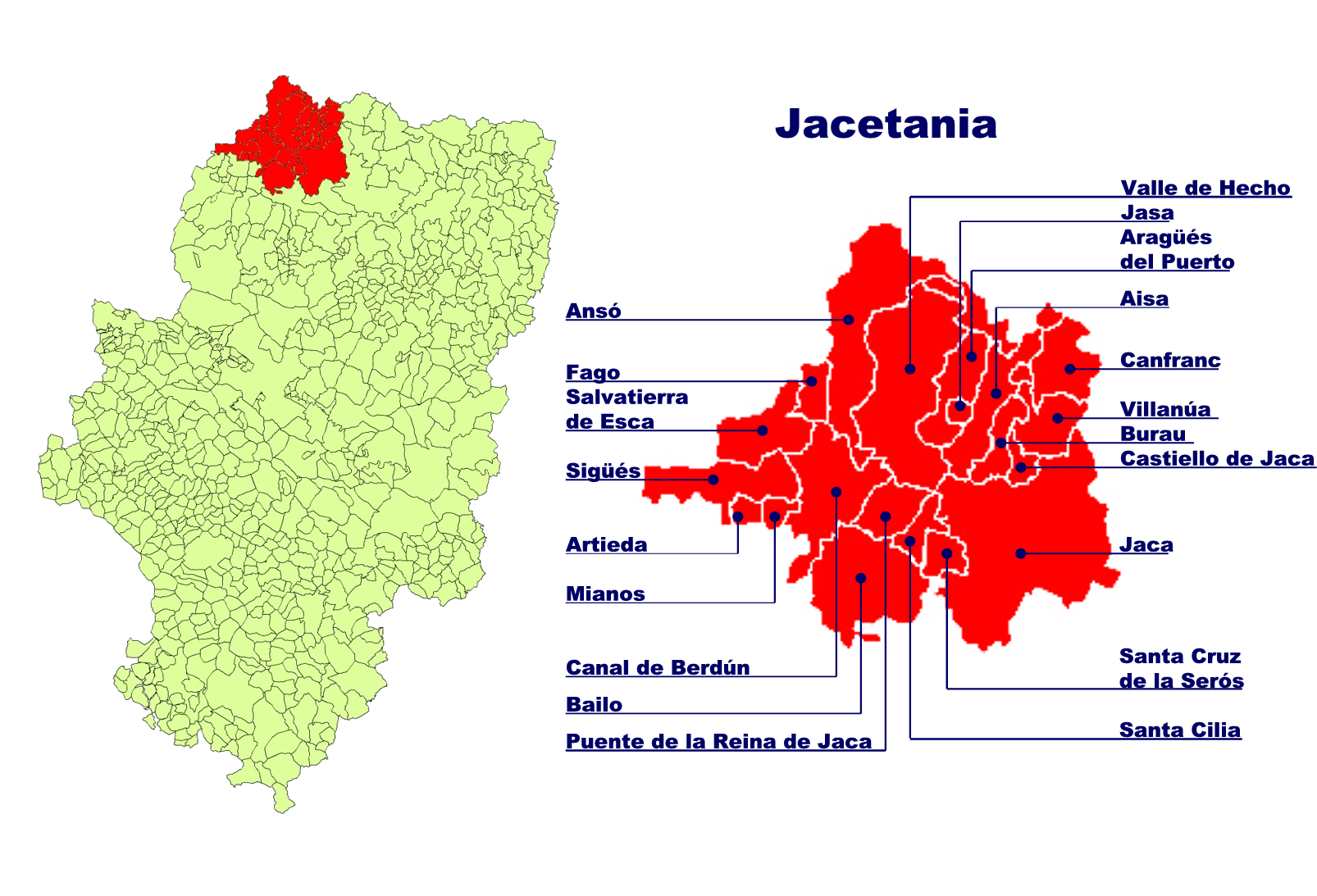
Territoire des communes en la comarque de la Jacetania (zone rouge, reste de l'Aragon en vert clair)

Localités limitrophes : le territoire de la commune, petit, se trouve entre celui de Aragüés del Puerto à l'ouest et celui de Aísa à l'est.

## Administration
| Période | Période | Identité               | Étiquette | Qualité |
| ------- | ------- | ---------------------- | --------- | ------- |
| 1979    | 1983    |                        |           |         |
| 1983    | 1987    |                        |           |         |
| 1987    | 1991    |                        |           |         |
| 1991    | 1995    |                        |           |         |
| 1995    | 1999    |                        |           |         |
| 1999    | 2003    |                        |           |         |
| 2003    | 2007    |                        |           |         |
| 2007    | 2011    | José María Miranda Val |           |         |

## Démographie
| Évolution démographique | Évolution démographique | Évolution démographique | Évolution démographique | Évolution démographique | Évolution démographique | Évolution démographique | Évolution démographique | Évolution démographique | Évolution démographique | Évolution démographique | Évolution démographique | Évolution démographique | Évolution démographique | Évolution démographique | Évolution démographique | Évolution démographique | Évolution démographique |
| 1842                    | 1857                    | 1860                    | 1877                    | 1887                    | 1897                    | 1900                    | 1910                    | 1920                    | 1930                    | 1940                    | 1950                    | 1960                    | 1970                    | 1981                    | 1991                    | 2001                    | 2007                    |
| ----------------------- | ----------------------- | ----------------------- | ----------------------- | ----------------------- | ----------------------- | ----------------------- | ----------------------- | ----------------------- | ----------------------- | ----------------------- | ----------------------- | ----------------------- | ----------------------- | ----------------------- | ----------------------- | ----------------------- | ----------------------- |
| 192                     | ..                      | ..                      | 554                     | 497                     | 480                     | 467                     | 420                     | 525                     | 374                     | 318                     | 245                     | 220                     | 144                     | 125                     | 112                     | 120                     | 121                     |